# Thomson Orvault
L'usine d'Orvault (Loire-Atlantique), appartenant au groupe Thomson-CSF (devenu aujourd'hui Thales), a tenté à la fin des années 1970 une expérience de structuration du temps de travail originale, en partageant son personnel (après accord du personnel et des syndicats) en deux équipes :
- une équipe travaillant 4x9 heures du lundi au jeudi soir, soit 36 heures.
- une équipe travaillant 3x9 heures du vendredi matin au dimanche soir, soit 36 heures comptabilisées, le dimanche étant compté double.

Le salaire restait celui des 40 heures précédant la restructuration. La différence était compensée par une meilleure rentabilité du capital industriel, qui tournait maintenant 7 jours sur 7.
Malgré l'accord de tous les partenaires sociaux (patronat, direction, personnel, comité d'entreprise et syndicats), l'Inspection du travail a été obligée par ses statuts d'intenter un procès à l'usine d'Orvault, tout en reconnaissant le côté insolite de cette démarche, et en ne faisant d'ailleurs rien pour essayer de le gagner. L'important était que les formes soient respectées.[réf. nécessaire]
La restructuration fut reconnue admissible par les tribunaux, créant ainsi en France un précédent intéressant en matière d'aménagement du temps de travail.